# Geografia da Chéquia
O relevo é montanhoso, devido a cadeia montanhosa dos Cárpatos, a nordeste, na divisa com a sua ex-irmã política Eslováquia. Ao norte, na tríplice fronteira com a Polônia e a Alemanha, localiza-se os montes Sudetos com o ponto mais elevado do país (1.602 m.) no pico Snežka. o clima da Chéquia é o Temperado Continental. A vegetação é basicamente a Floresta Temperada, que possui folhas em forma de agulha que caem no inverno (caducifólia).
Seu Centro Geográfico fica em Číhošť - 49°44'37.5"N e 15°20'19.1"L.